# Верба, Игорь Владимирович
И́горь Влади́мирович Верба́ (укр. Ігор Володимирович Верба; род. 30 октября 1962, Киев, УССР, СССР) — украинский учёный, доктор исторических наук (2000), профессор (2001).

## Биография
Родился 30 октября 1962 года в Киеве. В 1981—1983 годах служил в армии, после чего в 1984 году поступил на исторический факультет Киевского государственного университета им. Тараса Шевченко, где учился до 1989 года. В 1989—1990 годах — старший лаборант кафедры политической истории гуманитарных факультетов КГУ.
В 1990—1991 годах — ассистент кафедры истории Украины Киевского государственного педагогического института. В 1991—1994 годах — аспирант Института украинской археографии и источниковедения им. М. С. Грушевского НАН Украины (ИУАИ НАНУ).
В 1994 году защитил кандидатскую диссертацию на тему: «Н. Д. Полонская-Василенко — историк и археограф» (руководитель к.и.н. А. С. Рублев). В 1994—1995 гг. — научный сотрудник, и. о. учёного секретаря ИУАИ НАНУ.
В 1995—1998 гг. — докторант ИУАИ НАНУ. В 2000 году защитил докторскую диссертацию на тему «Александр Оглоблин и его вклад в украинскую историографию 1920—1940-х годов» (научный консультант — д. и. н., проф., чл.-кор. НАНУ П. С. Сохань). С 1998 г. — старший научный сотрудник отдела источников истории Украины XIX — начала XX века ИУАИ НАНУ. Одновременно в 1995—1996 гг. — доцент Славянского университета, в 1998—2001 гг. — доцент Национального университета «Киево-Могилянская академия», 2001 г. — профессор исторического факультета Киевского национального университета имени Тараса Шевченко.

## Научная деятельность
Автор более 300 трудов, в том числе 8 монографий. Научный руководитель при подготовке восьми кандидатских и двух докторских диссертаций.
Читает курсы:
- «Суспільно-політичний рух в Росії в другій половині ХІХ ст.»;
- «Іван Грозний та його доба»;
- «Історична думка в Росії ХІХ — початку ХХ ст.»;
- «Новітня історіографія народів Росії»;
- «Двірцеві перевороти в Росії у ХVІІІ ст.»;
- "Дискусійні питання історії «Смути»;
- «Актуальні питання сучасної історії Росії».

Основные труды:
- Олександр Оглоблин: Життя і праця в Україні. К., 1999;
- Михайло Грушевський. К., 2005 (у співавт.);
- Життя і творчість Наталії Полонської-Василенко. Ніжин, 2008;
- Історик Кость Штеппа: людина, вчений, педагог. К., 2010 (у співав.);
- Володимир Іконніков — дослідник історії Росії. Ніжин, 2011 (у співавт.);
- Київська історико-економічна школа М. В. Довнар-Запольського. К., 2012 (у співавт.).